# 60TRY部
『60TRY部』（ロクマルトライブ）は、RFラジオ日本の情報番組。2014年9月30日より放送を開始。

## 概要
- 「心に真っ直ぐに向き合う」をテーマに、各曜日のパーソナリティーやレギュラーコメンテーターが日々感じていること、最新のニュース、エンターテインメント情報、ネクストブレイクが期待されるアーティストをゲストに迎えてのトークを繰り広げる。放送時のスタジオの様子は番組公式ブログでも紹介される。
- プロ野球シーズン中はラジオ日本にてあらかじめ『ラジオ日本ジャイアンツナイター』の中継予定されていない日のみ放送[注 1]。シーズンオフは全曜日放送。ただ、2020年以後は、RFの方針により、巨人主管試合であっても、地方球場での開催分、また2022年に至っては東京ドームで行われる試合でも特にニッポン放送がクロスネット局向けなどを中心に全国中継を行う水・木曜日でも放送されぬ試合が増えたことから、当番組があらかじめ放送される機会が増えてきている[注 2]。
- 番組名の由来は「ラジオ日本 開局60周年」までの番組継続（1958年12月24日開局、番組開始4年3か月で達成）と番組放送時間のラジオ聴取者主要世代である「1960年代生まれ」にTRYすること。
- 2025年度より金曜放送回は17LIVEでも同時配信される。また金曜日の本放送終了後には17LIVE限定アフタートークも配信される[2]。

## 出演者

### 現在の出演者
|                      | 出演者                          | 初出演          | 備考              |
| -------------------- | ------------------------------- | --------------- | ----------------- |
| メインパーソナリティ | 土谷隼人（ななめ45°）           | 2014年09月30日  |                   |
| 火曜レギュラー       | 伊勢鈴蘭（アンジュルム）        | 2023年06月27日  |                   |
| 火曜レギュラー       | 里吉うたの（BEYOOOOONDS）       | 2025年05月13日  |                   |
| 水曜レギュラー       | 竹内朱莉                        | 2015年 12月 1日 | [ 注 3 ] [ 注 4 ] |
| 水曜レギュラー       | 森戸知沙希                      | 2024年10月02日  | [ 注 5 ]          |
| 金曜レギュラー       | 辻野かなみ（超ときめき♡宣伝部） | 2025年04月11日  | [ 注 6 ]          |

### 過去の出演者
| 出演者                                  | 曜日 | 出演期間                        | 備考                |
| --------------------------------------- | ---- | ------------------------------- | ------------------- |
| 加藤多佳子（フリーアナウンサー）        | 金曜 | 2014年10月03日 - 2015年03月20日 | [ 3 ]               |
| 福田花音（スマイレージ → アンジュルム） | 火曜 | 2014年09月30日 - 2015年11月20日 | [ 4 ]               |
| 辻野かなみ（ときめき♡宣伝部）           | 水曜 | 2016年02月03日 - 2016年02月24日 | [ 5 ]               |
| 長谷川怜華                              | 金曜 | 2014年10月03日 - 2017年09月29日 | [ 注 7 ]            |
| 岸野里香（Over The Top）                | 金曜 | 2017年10月06日 - 2018年01月05日 | [ 注 8 ]            |
| 山田菜々                                | 金曜 | 2018年02月09日 - 2018年03月23日 |                     |
| 黒澤はるか                              | 木曜 | 2014年10月02日 - 2018年09月27日 |                     |
| 須藤凜々花                              | 金曜 | 2018年01月19日 - 2018年11月16日 | [ 注 9 ]            |
| 山木梨沙（カントリー・ガールズ）        | 火曜 | 2018年10月30日 - 2019年12月24日 | [ 注 10 ]           |
| 木下百花                                | 金曜 | 2018年04月20日 - 2020年09月18日 | [ 注 11 ]           |
| 高野祐衣                                | 金曜 | 2018年07月20日 - 2021年02月12日 | [ 注 12 ]           |
| マシンガンズ                            | 金曜 | 2014年10月03日 - 2022年03月18日 |                     |
| 三田麻央                                | 金曜 | 2019年09月06日 - 2022年03月18日 | [ 注 13 ]           |
| 谷川愛梨                                | 金曜 | 2020年05月29日 - 2022年03月18日 | [ 注 14 ]           |
| 岡田ロビン翔子                          | 火曜 | 2014年09月30日 - 2018年09月25日 |                     |
| 岡田ロビン翔子                          | 木曜 | 2018年10月04日 - 2022年03月31日 |                     |
| 岡田ロビン翔子                          | 水曜 | 2022年04月13日 - 2024年09月25日 |                     |
| 玉井杏奈                                | 水曜 | 2014年10月01日 - 2023年03月29日 | [ 注 15 ] [ 注 16 ] |
| 竹内朱莉（アンジュルム）                | 火曜 | 2015年12月01日 - 2023年06月13日 |                     |
| 岸本ゆめの（つばきファクトリー）        | 火曜 | 2020年01月07日 - 2023年10月24日 | [ 注 17 ]           |
| 八木栞（つばきファクトリー）            | 火曜 | 2024年01月09日 - 2025年04月29日 |                     |

| 出演者                | 担当          | 出演期間                        |
| --------------------- | ------------- | ------------------------------- |
| 池田颯（イケキャス.） | スポーツTRY部 | 2016年12月28日 - 2018年01月03日 |
| 谷岸玲那（スタダGG!） | 木曜準        | 2019年05月02日 - 2021年07月10日 |
| 大友美有              | 木曜準        | 2020年12月24日 - 2021年12月04日 |

### スペシャルパーソナリティ
番組に3時間通しで特別出演した「スペシャルパーソナリティ」。基本的に女性アイドルが担当している。
※印：番組レギュラーの曜日変更出演　代理：番組レギュラーの休演による代理出演　追加：特別追加出演（番組レギュラーは通常出演）

## 放送時間・ネット局
原則として、プロ野球中継がない火・水・金曜18:00 - 21:00（180分）。
| 年度        | 4月 - 9月                     | 10月 - 翌年3月           |
| ----------- | ----------------------------- | ------------------------ |
| 2014        | ※2014年9月30日開始            | 火曜 - 金曜18:00 - 21:00 |
| 2015 - 2016 | 火曜 - 金曜17:55 - 21:00      | 火曜 - 金曜18:00 - 21:00 |
| 2017 - 2021 | 火曜 - 金曜17:55 - 21:00      | 4月 - 9月に同じ          |
| 2022 - 2024 | 火曜・水曜18:00 - 21:00       | 4月 - 9月に同じ          |
| 2025 -      | 火曜・水曜・金曜18:00 - 21:00 |                          |

- 2014年9月30日 - 2018年3月29日には、岐阜放送（ぎふチャンラジオ）でも同時ネットで放送されていた。
  - 関東ローカルでニュースや天気予報を伝える時間帯は別番組を放送
  - 2018年度以降、『ぎふチャン ダイナミックナイター』の中継本数の減少と入れ替わるようにワイドFM開局記念番組レーベル『Nine oh! for you』の各番組を定時番組かつ通年番組化したため、一旦は未放送へと切り替えられた。しかし、2023年9月いっぱいで当該枠の自社制作から撤退するため、10月3日より5年半ぶりにネット放送を再開した。
- 放送開始から火 - 金曜の放送だったが、2022年3月18日をもって[注 18]金曜日の、3月31日をもって木曜日の放送が終了。
- 2022年4月5日よりラジオ関西でナイター中継カードがない時限定[注 19]で同時ネット[注 20]が決定。4年ぶりにネット局が生まれ、かつ関西地区初進出となる。
- 2025年4月より火曜、水曜放送に加えて金曜放送が再開された[6]。2025年4月11日[注 21]の放送が2022年3月18日以来の金曜放送となる。一方でぎふチャンは3月いっぱいでネットが再度打ち切られ、ラジオ関西でも4月2日をもって水曜のネットを終了、火曜にラジオ関西へネットする以外はラジオ日本ローカル放送となる。
- 2025年度より再開した金曜放送回では新たに17LIVEにてスタジオの様子が生配信され、金曜日の本放送終了後には17LIVE限定アフタートークが配信される[2]。なお、17LIVEで配信された本放送はアーカイブされず、アフタートークのみがアーカイブされる。

## 特別編成

### 特別番組
- 『ラジオ日本 歌の感謝祭』（10月または11月の本放送と12月の再放送）と放送日時が重なる場合は番組休止。2020・21年は新型コロナウィルス感染症蔓延の為、行なわれなかった。
- 12月の第1火曜から第4水曜までは20:45から箱根駅伝関連番組『タスキでつなぐ青春の200キロ』を放送のため15分短縮。

### プロ野球ポストシーズン
- 2014年10月15日から17日まで『2014 アットホーム クライマックスシリーズ セ ファイナルステージ』を放送のため番組休止。
- 2019年10月9日から11日まで『2019 セノン クライマックス セ ファイナルステージ』を放送のため番組休止。
- 2019年10月22日は『SMBC日本シリーズ2019第3戦』を放送のため番組休止。当日放送予定の『60TRY部』を120分の収録番組として2019年10月27日 日曜25:00 - 27:00に代替放送。

### 2020年ナイターシーズン
- 2020年は2019新型コロナウイルスの影響でプロ野球の開幕が延期されることになったが、本番組はプロ野球開幕までの間も、当初予定されていたスケジュールに沿って放送。プロ野球中継を放送予定であった日においては当番組を復活させず『ジャイアンツナイタースタジオ特集・麻布台スタジアム』を放送していた。
- 最終的に開幕日が6月19日に設定されたプロ野球については日程が組み直されたため、当初のスケジュール上本番組を放送予定であった日にプロ野球中継が組み込まれた際には、そのうちの一部の日程で、ポストシーズン時の休止時同様に収録のみ行い、「特別放送」と題して月曜未明（日曜深夜）に録音放送を行う[注 22]。詳細は#特別放送を参照のこと。

### 臨時ニュース
スタジオから土谷またはマシンガンズが、ラジオ日本記者の高倉亨を呼び出す場合が多い。
| 回   | 放送日              | 中断時間      | 内容                                            |
| ---- | ------------------- | ------------- | ----------------------------------------------- |
| 0678 | 2019年04月30日 火曜 | 17:55 - 18:01 | 平成最後の日の動き（退位礼正殿の儀）            |
| 0833 | 2020年05月14日 木曜 | 17:56 - 18:12 | 緊急事態宣言の一部解除に関する、安倍首相の会見  |
| 0928 | 2021年01月07日 木曜 | 17:58 - 18:09 | 緊急事態宣言の2度目の発出に関する、菅首相の会見 |
| 0942 | 2021年02月02日 火曜 | 19:38 - 19:47 | 緊急事態宣言の延長に関する、菅首相の会見        |
| 0968 | 2021年03月18日 木曜 | 19:00 - 19:07 | 緊急事態宣言の解除に関する、菅首相の会見        |
| 0978 | 2021年04月23日 金曜 | 20:00 - 20:07 | 緊急事態宣言の3度目の発出に関する、菅首相の会見 |
| 0985 | 2021年05月07日 金曜 | 19:00 - 19:08 | 緊急事態宣言の延長に関する、菅首相の会見        |
| 1007 | 2021年07月08日 木曜 | 19:00 - 19:07 | 緊急事態宣言の4度目の発出に関する、菅首相の会見 |
| 1020 | 2021年07月30日 金曜 | 19:00 - 19:07 | 緊急事態宣言の追加と延長に関する、菅首相の会見  |
| 1036 | 2021年09月09日 木曜 | 19:00 - 19:09 | 緊急事態宣言の延長に関する、菅首相の会見        |

### 特別放送
| 回  | 放送日時                         | 収録日              | 収録日の放送番組               |
| --- | -------------------------------- | ------------------- | ------------------------------ |
| 735 | 2019年10月27日 日曜25:00 - 27:00 | 2019年10月22日 火曜 | 日本シリーズ 巨人×ソフトバンク |
| 845 | 2020年06月28日 日曜25:00 - 27:00 | 2020年06月19日 金曜 | 巨人×阪神                      |
| 846 | 2020年07月05日 日曜25:00 - 27:00 | 2020年06月30日 火曜 | 巨人×DeNA                      |
| 851 | 2020年07月19日 日曜25:00 - 26:30 | 2020年07月01日 水曜 | 巨人×DeNA                      |
| 851 | 2020年07月19日 日曜26:30 - 28:00 | 2020年07月02日 木曜 | 巨人×DeNA                      |
| 854 | 2020年08月02日 日曜25:00 - 27:00 | 2020年07月21日 火曜 | 中日×巨人                      |
| 860 | 2020年08月16日 日曜25:00 - 27:00 | 2020年07月22日 水曜 | 中日×巨人                      |
| 865 | 2020年08月30日 日曜25:00 - 27:00 | 2020年08月18日 火曜 | 巨人×阪神                      |
| 867 | 2020年09月06日 日曜25:00 - 27:00 | 2020年09月02日 水曜 | 巨人×DeNA                      |
| 872 | 2020年09月20日 日曜25:00 - 27:00 | 2020年09月03日 木曜 | 巨人×DeNA                      |
| 878 | 2020年10月04日 日曜25:00 - 27:00 | 2020年09月23日 水曜 | 巨人×広島                      |
| 881 | 2020年10月18日 日曜25:00 - 27:00 | 2020年10月08日 木曜 | 巨人×DeNA                      |
| 905 | 2020年11月29日 日曜25:00 - 27:00 | 2020年10月30日 金曜 | 巨人×ヤクルト（優勝決定試合）  |

### その他
- 2015年9月25日の17:55 - 19:00は岐阜放送ラジオのみの放送（ラジオ日本は19:00放送開始）。
- 2018年3月21日は20:00から『福山雅治・菅田将暉のWE LOVE RADIO!』を放送のため1時間短縮。
- 2018年11月20日から23日まで『第60回朝日新聞社杯競輪祭』の中継のため、20分間（20:05 - 20:25）中断。
- 2021年11月23日は20:00から第45回ラジオ日本防災キャンペーン特別番組『防災って難しくない!』を放送のため1時間短縮。
- 2022年6月8日は『One Night Special 名曲ラジオ 三浦紘朗です』を放送のため、ラジオ関西のみ休止。
- 2025年3月18日・19日は、岐阜放送およびラジオ関西ではニッポン放送の裏番組『（ショウアップナイタースペシャル） MLBワールドツアー 東京シリーズ2025 シカゴ・カブス×ロサンゼルス・ドジャース』をネットしたため、岐阜放送は両日とも全編休止し、ラジオ関西は18日が全編休止で19日は18時台のみネット。

## TRY部ゲストコーナー

### 概要
基本枠：19:15 - 19:45。ゲストは1日最大3組、18時台は18:15 - 18:45枠、20時台は20:00 - 20:30枠に放送される。
ゲストを迎えトークする『60TRY部』のメインコーナー。30分枠でコーナーの途中にCMが挿入される。楽曲はコーナーの中間と最後に2回放送される。

## 曜日別女性レギュラーのコーナー
基本枠：18:30 - 18:45。18時台に「TRY部ゲストコーナー」が放送される場合、コーナーの枠移動または休止となる。
伊勢鈴蘭のリラックストーク（仮）
火曜担当：伊勢鈴蘭
BEYOOOOONDSの業務日誌
火曜担当：里吉うたの
竹内朱莉の業務日誌
水曜担当：竹内朱莉
森戸知沙希のコーナー
水曜担当：森戸知沙希
つじの〜んびりトピックス
金曜担当：辻野かなみ

## 収録コーナー
毎年12月の『60TRY部』15分短縮・20:45放送終了の期間は20:15 - 20:30枠で放送される。

### 現在
| コーナー名                 | 放送時間          | 脚注      |
| -------------------------- | ----------------- | --------- |
| 藤咲碧羽のTry Everything！ | 火曜20:30 - 20:45 | [ 注 23 ] |
| 永野の映画はえ～がな！     | 水曜20:30 - 20:45 | [ 注 24 ] |

### 過去
| コーナー名                                       | 放送期間                        | 放送時間          | 脚注      |
| ------------------------------------------------ | ------------------------------- | ----------------- | --------- |
| ときめき♡宣伝部の60TRY部宣伝部                   | 2016年04月29日 - 2016年09月22日 | 毎回19:45 - 20:00 |           |
| ときめき♡宣伝部の60TRY部宣伝部                   | 2016年10月13日 - 2017年03月30日 | 木曜20:30 - 20:45 | [ 注 25 ] |
| アップアップガールズ（仮）のRoad to 武道館ラジオ | 2016年10月07日 - 2016年11月11日 | 金曜20:30 - 20:45 | [ 注 26 ] |
| アップアップガールズ（仮）のガチアゲフィーバー   | 2016年11月18日 - 2017年03月17日 | 金曜20:30 - 20:45 |           |
| アップアップガールズ（仮）のガチアゲフィーバー   | 2017年04月28日 - 2017年09月28日 | 毎回20:30 - 20:45 |           |
| アップアップガールズ（仮）のガチアゲフィーバー   | 2017年10月06日 - 2018年03月16日 | 金曜20:30 - 20:45 |           |
| アップアップガールズ（仮）のガチアゲフィーバー   | 2018年04月06日 - 2018年09月28日 | 水金20:30 - 20:45 |           |
| アップアップガールズ（仮）のガチアゲフィーバー   | 2018年10月05日 - 2022年03月18日 | 金曜20:30 - 20:45 |           |
| 永野の映画はえ～がな！                           | 2017年10月26日 - 2018年03月29日 | 木曜20:30 - 20:45 |           |
| 永野の映画はえ～がな！                           | 2018年04月17日 - 2018年09月25日 | 火木20:30 - 20:45 |           |
| 永野の映画はえ～がな！                           | 2018年10月04日 - 2022年03月24日 | 木曜20:30 - 20:45 |           |
| Three!Two!ONEPIXCEL!                             | 2018年11月07日 - 2018年11月28日 | 水曜20:30 - 20:45 |           |
| Three!Two!ONEPIXCEL!                             | 2019年02月06日 - 2021年06月23日 | 水曜20:30 - 20:45 |           |
| 9mmTRY部                                         | 2019年04月05日 - 2023年09月05日 | 不定期            | [ 注 27 ] |
| 大原優乃のゆのふぃーのじかん                     | 2019年04月23日 - 2025年03月25日 | 火曜20:30 - 20:45 | [ 注 28 ] |
| ジュリちゃんあきちゃんのLet'sときめき♡           | 2020年07月14日 - 2021年02月19日 | 断続19:50 - 20:00 | [ 注 29 ] |
| きのん・みさき・せいらのビビビ☆トレンド局        | 2021年05月18日 - 2021年06月24日 | 断続19:50 - 20:00 |           |
| きのん・みさき・せいらのビビビ☆トレンド局        | 2021年07月14日 - 2022年03月30日 | 水曜20:30 - 20:45 |           |
| かすてらお届け便                                 | 2023年01月11日 - 2024年07月31日 | 水曜19:45 - 20:00 |           |

## その他のコーナー
スポーツTRY部
基本枠：18:15 - 18:30。コーナーの枠移動・休止の回がある。
当日のスポーツニュースを取り上げる。ニュースソースはスポーツ新聞各紙で、スポーツ報知に限らない。また野球情報も読売ジャイアンツに偏っているわけではない。
エンタメTRY部
基本枠：20:15 - 20:30。コーナーの枠移動・休止の回がある。
芸能・グルメ・ゲームの情報を取り上げる。
ラジオ日本ニュース
放送時間：18:50 - 18:54
2022年3月までの放送時間は18:45 - 18:50、19:45 - 19:50
ラジオ日本以外のネット局は別番組を放送。2015年と2016年のナイターシーズン（4月 - 9月）は放送なし。
ニュースの配信元は読売新聞社とNNN（日本テレビ系列）。天気予報の対象地域は関東南部（東京都、神奈川県、埼玉県、千葉県）。
番組を中断して放送するニュース速報は重大事件、地震情報、関東南部の気象警報および鉄道情報。
ラジオショッピング
- ラジオ日本ショップ（2015年10月 - 2016年3月、火曜日）
- 快適生活ラジオショッピング（2019年と2020年の11月 - 12月、18:50 - 19:00）
- わくわくをお届け!ジャパネットたかたラジオショッピング（2021年7月2日 - 2021年9月23日、19:50 - 20:00）

## テーマ曲
オープニング
- ダフト・パンク「ゲット・ラッキー」[注 30]

エンディング
- ときめき♡宣伝部「初恋サイクリング」（2017年11月1日 - 2018年3月29日）
- ときめき♡宣伝部「あいにきちゃった」（2018年4月6日 - 2019年3月28日）
- ときめき♡宣伝部「青春ハートシェイカー」（2019年4月5日 - 9月27日）
- ときめき♡宣伝部「恋のシェイプアップ♡」（2019年10月1日 - 2020年8月2日）
- 超ときめき♡宣伝部「トゥモロー最強説!!」（2020年8月4日 - 2021年5月20日）
- 超ときめき♡宣伝部「雨上がり」（2021年6月1日 - 10月29日）
- 超ときめき♡宣伝部「愛Song!」（2021年11月2日 - 12月10日）
- モーニング娘。'21「ビートの惑星」（2021年12月14日 - 2022年2月25日）
- 超ときめき♡宣伝部 「Cupid in Love」（2022年3月1日 - 6月22日)
- 超ときめき♡宣伝部「ギュッと!」（2022年7月12日[7] - 12月21日)
- モーニング娘。'21「ビートの惑星」（2022年12月27日[8] - 2023年2月1日）
- 超ときめき♡宣伝部「ゼッタイだよ」（2023年2月7日[9] - 5月31日）
- 超ときめき♡宣伝部「ドキドキ ドキドキ」（2023年6月6日 - 9月20日[10]）
- 超ときめき♡宣伝部「かわいいメモリアル」（2023年9月26日[11] - 11月29日）
- モーニング娘。'21「ビートの惑星」（2023年12月5日[12] - 2024年1月24日）
- 超ときめき♡宣伝部「ハピラブルー」（2024年1月30日[13] - 6月5日）
- つばきファクトリー「サマー・チャレンジャー」（2024年6月11日[14] - 8月28日）
- つばきファクトリー「鼓動OK?」（2024年9月3日[15] - 12月24日）
- モーニング娘。'21「ビートの惑星」（2024年12月25日[16] - 2025年1月1日[17]）
- 超ときめき♡宣伝部「ハピラブルー」（2025年1月7日）[18][注 31]
- モーニング娘。'21「ビートの惑星」（2025年1月8日[19] - 1月15日[20]）
- 超ときめき♡宣伝部「超最強」（2025年1月21日[21] - 4月11日）
- つばきファクトリー「鼓動OK?」（2025年4月15日 - 4月30日[22]）
- 超ときめき♡宣伝部「超最強」（2025年5月2日[23] - 5月14日[24]）
- アンジュルム「光のうた」（2025年5月20日[25] - ）

## LIVE SHOWCASE
公開収録を兼ねたライブイベント「LIVE SHOWCASE」を開催している。ゲスト出演したグループが複数出演し、2016年までは曜日別レギュラーの所属するグループも出演しており、パーソナリティがMCをつとめていた。

2018年12月に「LIVE SHOW CASE 2018 〜アイドルの加速器になりたい〜」として2年ぶりに復活。複数の放送局・番組がイベント出演者を分担して公開収録するようになった。
| 回    | 開催日会場                           | MC                                        | 出演者 |
| ----- | ------------------------------------ | ----------------------------------------- | --- |
| vol.1 | 2015年11月23日 月曜TwinBox AKIHABARA | マシンガンズ                              | - さんみゅ〜 - WenDee - トーキョー夢ぴよ組 - Party Rockets GT - じゅじゅ - PassCode - フレンド♡フレンド |
| vol.2 | 2016年03月05日 土曜TwinBox AKIHABARA | マシンガンズ 土谷隼人 玉井杏奈 長谷川怜華 | - さんみゅ〜 - はっちゃけ隊 from PASSPO☆ - アイドルカレッジ - アキシブproject - ハート×ストリングス - イケてるハーツ - Cupidolic |
| vol.3 | 2016年05月29日 日曜新宿BLAZE         | マシンガンズ 土谷隼人 岡田ロビン翔子      | - チャオ ベッラ チンクエッティ - さんみゅ〜 - アップアップガールズ（仮） - 風男塾 - バニラビーンズ - La PomPon - Kiss Bee - 生ハムと焼うどん - ハコイリ♡ムスメ - イケてるハーツ - ハート×ストリングス - BABYS FAMILY - 愛乙女☆DOLL研究生 - 花言葉はイノセンス |
| vol.4 | 2016年12月25日 日曜TwinBox AKIHABARA | 土谷隼人                                  | - イケてるハーツ - SiAM&POPTUNe - BANZAI JAPAN - はっぴっぴ - パンダみっく - AIS - RipukA -HOT HEAT HEAT- - KATA☆CHU - クピドリック - KAMOがネギをしょってくるッ!!!                                                                                           |

| 回   | 開催日会場                    | メディア                                                        | 出演者 |
| ---- | ----------------------------- | --------------------------------------------------------------- | --- |
| 2018 | 2018年12月09日 日曜山野ホール | FM NACK5 『かなみんジャンプRadio♪』 MC：伊原佳奈美（Clef Leaf） | - HelloYouth - TOY SMILEY - MELLOW MELLOW - 藍色アステリズム - イケてるハーツ - ハコイリ♡ムスメ - Fragrant Drive - Jewel☆Rouge - 絶対直球女子!プレイボールズ - アキシブproject |
| 2018 | 2018年12月09日 日曜山野ホール | ラジオ日本 『ネガ⇒ポジ』 MC：マシンガンズ                       | - DEAR KISS - CYNHN - さんみゅ〜 - Fullfull Pocket - 純情のアフィリア |
| 2018 | 2018年12月09日 日曜山野ホール | テレビ神奈川 『ミュートマ2』 MC：鈴木啓太（上々軍団）           | - あゆみくりかまき - こぶしファクトリー |
| 2018 | 2018年12月09日 日曜山野ホール | ラジオ日本 『60TRY部』 MC：マシンガンズ                         | - こぶしファクトリー - ワンダーウィード - なんキニ! - 桃色革命 - 26時のマスカレイド - 二丁目の魁カミングアウト                                                                 |
| 2019 | 2019年04月29日 土曜山野ホール | ラジオ日本 『60TRY部』 MC：土谷隼人                             | |

外部リンク
- 公式ウェブサイト
- LIVE SHOW CASE (@LIVE_SHOW_CASE) - X（旧Twitter）